# Christiaen van Couwenbergh
Christiaen van Couwenbergh né le 8 juillet 1604 à Delft et mort le 4 juillet 1667 à Cologne est un peintre du Siècle d'or néerlandais.

## Biographie
Christiaen van Couwenbergh naît à Delft le 8 juillet 1604. Son père Gillis est orfèvre, graveur et marchand d'art à Mechelen. Gillis s'installe à Delft avant 1604, après son mariage avec Adriaantje Vosmaer, la sœur du peintre de fleurs Jacob Vosmaer.
Il apprend la peinture avec Johan van Nes (en), puis entre dans la guilde de Saint Luc de Delft en 1627. Il effectue alors des allers et retours avec l'Italie. Puis il s'installe à La Haye, et rejoint la Confrérie Pictura en 1647, dont il devient diacre en 1649.
Il se spécialise dans les allégories historiques monumentales, notamment pour des décorations murales, représentant souvent des nus grandeur nature. Hormis la peinture, il a également réalisé des dessins et des cartons de tapisseries. Il a eu pour commanditaires, parmi ses admirateurs royaux, Frédéric-Henri, prince d'Orange, pour les décorations murales des Huis ter Nieuwburg (en), Huis ten Bosch et Huis Honselaarsdijk (en). La princesse Christine de Suède a acheté une série de tapisseries sur des cartons conçus par lui.
Il s'installe ensuite à Cologne entre 1654 et 1656, où il meurrt le 4 juillet 1667,. Il reste célèbre pour ses portraits et allégories historiques, et est considéré comme l'un des principaux caravagistes hollandais.

## Œuvres
Peinte en 1632, la Scène de mœurs ; Le Rapt de la négresse est conservée au musée des Beaux-Arts de Strasbourg. D'une dimension de 105 × 127,5 cm, le thème de cette scène de genre (un viol) en fait une pièce très singulière, heurtant la sensibilité. Elle choquait déjà les contemporains du peintre, pour lesquels il était mal vu qu'un homme blanc puisse avoir des relations sexuelles avec une femme noire. Ce tableau a été acquis en 1970 par le musée. Le conservateur d’alors, Victor Beyer, pensait que cette œuvre s’inspirait d’un poème de Luis de Camoes (Les Lusiades, 1572) qui relate l’exécution d’un capitaine de navire par l’explorateur Alfonso d'Albuquerque. Le marin s’était en effet rendu coupable d’avoir courtisé « une esclave de couleur, vile et lascive ». Cette source d’inspiration est aujourd’hui remise en question car rien dans l’œuvre n’évoque une cabine de bateau.

Œuvres de Christiaen van Couwenbergh
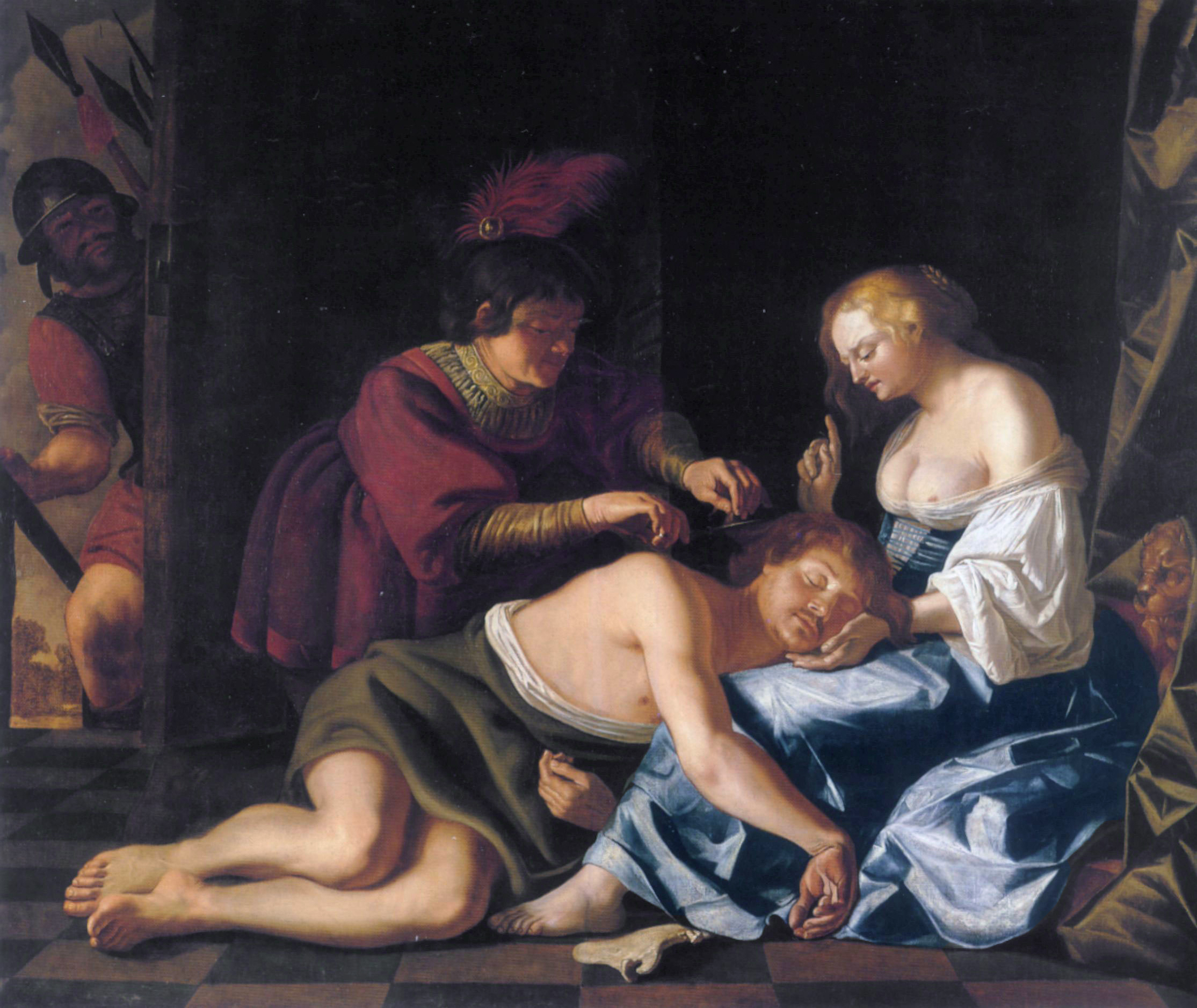
La Capture de Samson (1630), musée de Dordrecht.
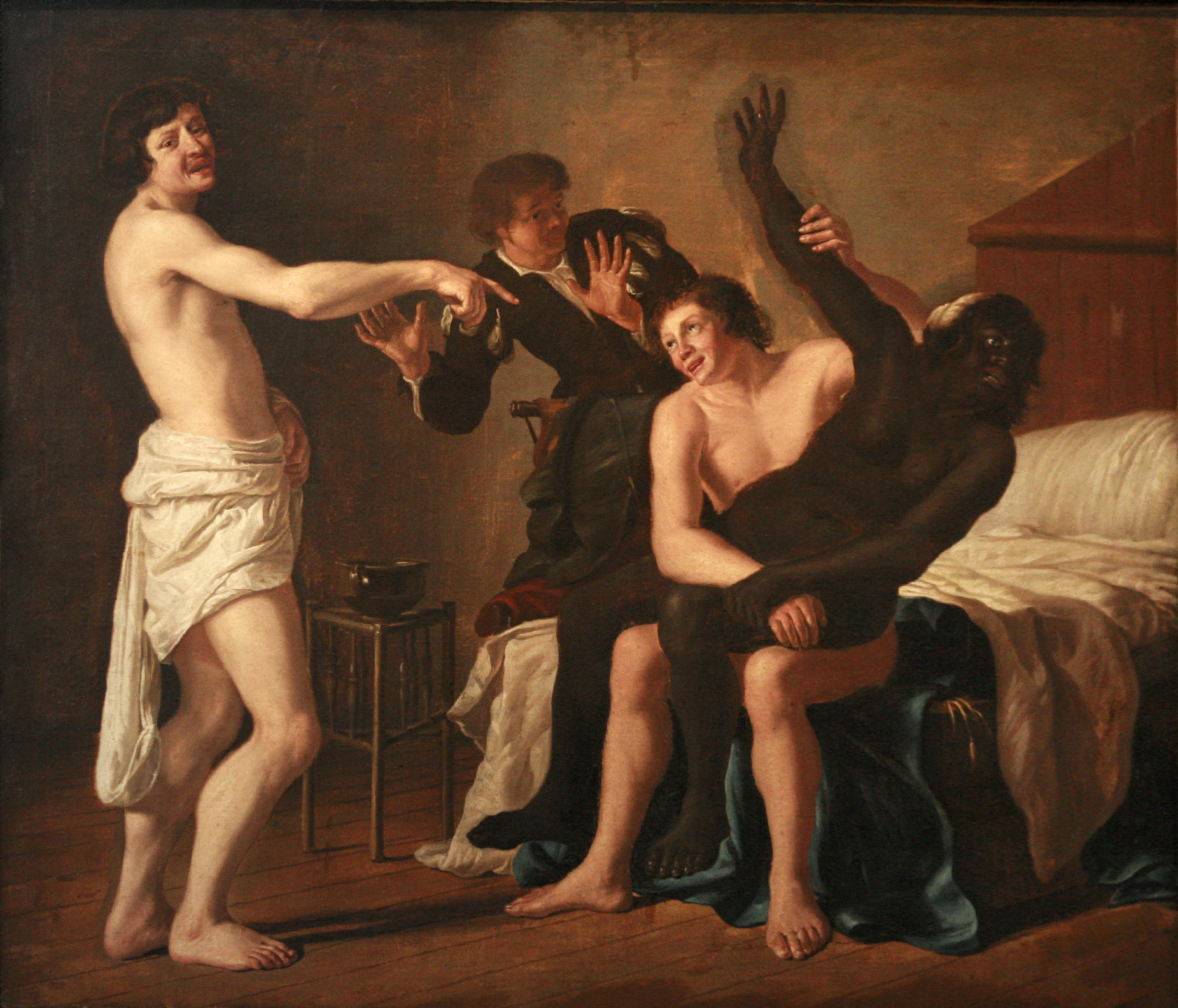
Scène de mœurs ; Le Rapt de la négresse (1632), musée des Beaux-Arts de Strasbourg.
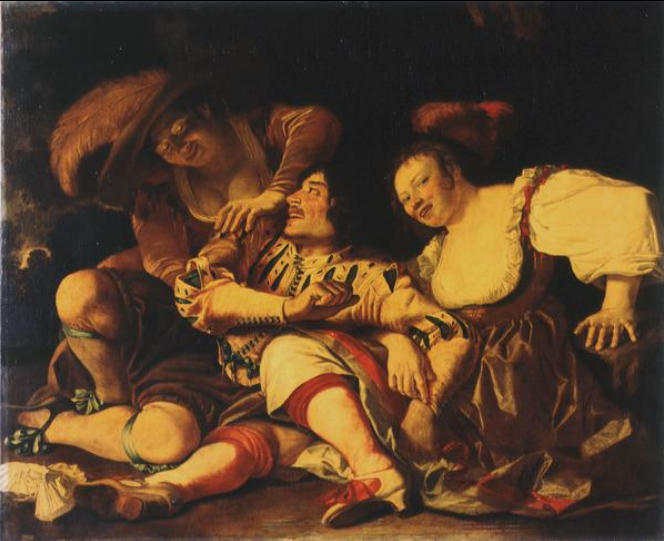
Le Fils prodigue (vers 1635), Düsseldorf, Museum Kunstpalast.
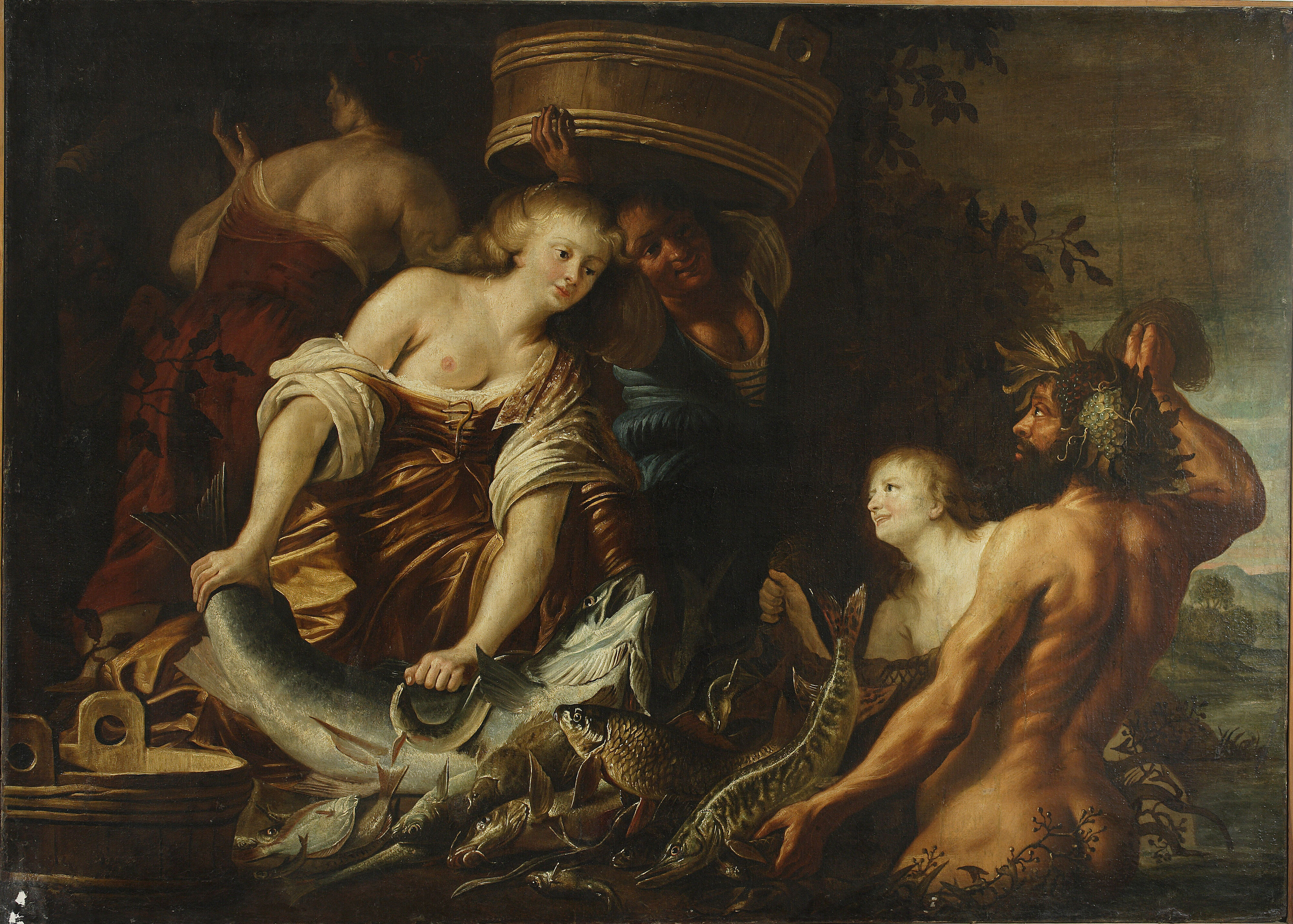
Allégorie de la richesse de la mer (vers 1650), musée national de Varsovie.